# Governo Martin I-Varadkar II-Harris
Il Governo Martin I-Varadkar II-Harris è il 32º - 33º - 34º governo dell'Irlanda, in carica dal 27 giugno 2020 al 23 gennaio 2025 (sebbene dimissionario dal 18 dicembre 2024).
Nato in seguito alle negoziazioni su programma comune per la coalizione di governo tra Fianna Fáil, Fine Gael e il Partito Verde dopo le elezioni generali dell'8 febbraio 2020 per il rinnovo dell'Assemblea d'Irlanda, si tratta del primo governo che vede la partecipazione in coalizione dei due principali partiti irlandesi, fatto definito da Varadkar come la fine di quelle che spesso sono state definite «politiche da guerra civile».
Il Governo Martin I (32º) è durato ufficialmente 906 giorni. Il Governo Varadkar II (33º) è durato ufficialmente 478 giorni. Il Governo Harris (34º) è durato ufficialmente 289 giorni. In complessivo, dunque, la coalizione è durata 1 673 giorni.

## Storia

### Formazione del governo e rotazione

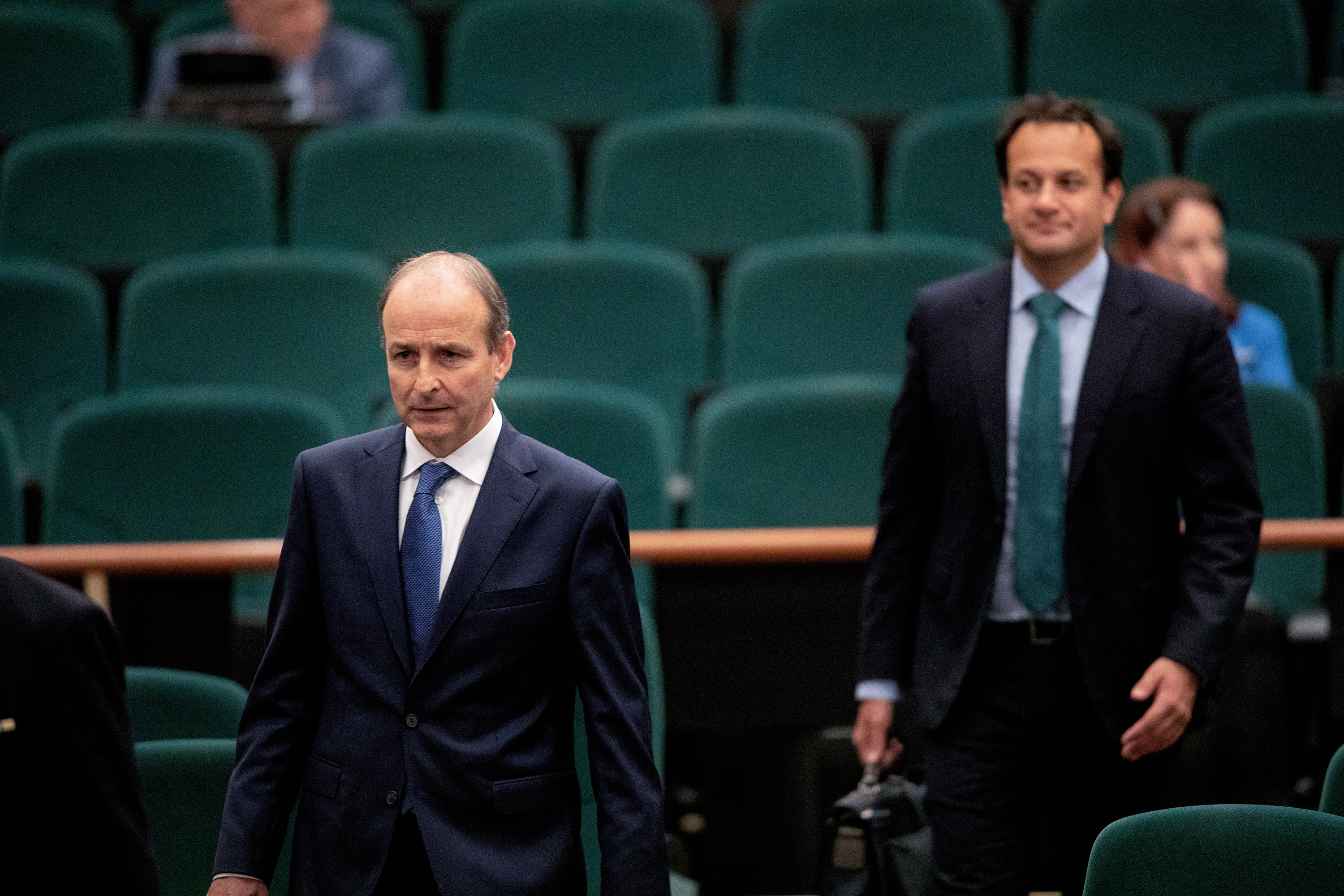
Il Taoiseach Micheál Martin (illo tempore) ed il Tánaiste Leo Varadkar (illo tempore) il giorno del conferimento della fiducia al governo, 27 giugno 2020.

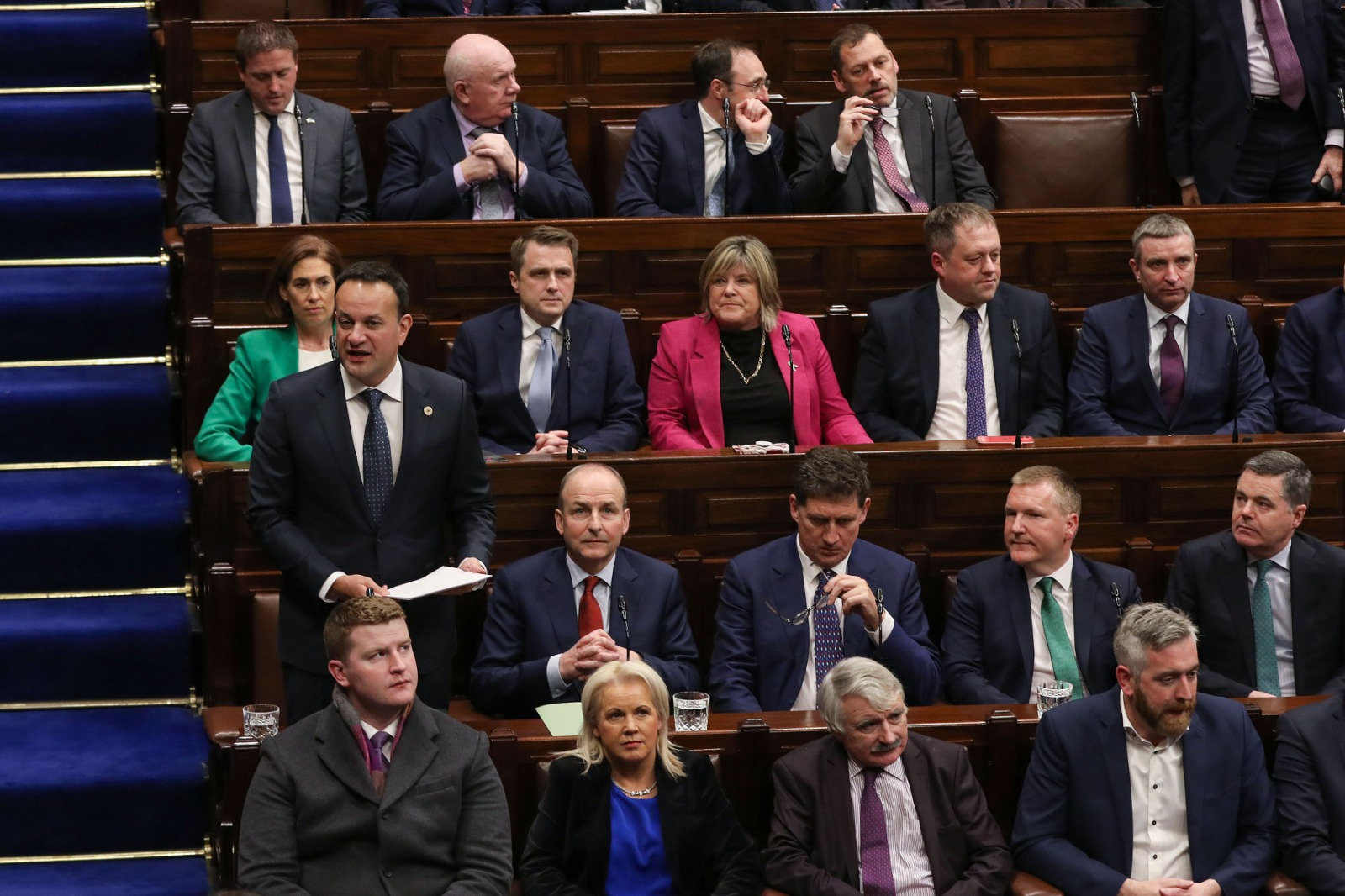
Il neo-eletto Taoiseach Leo Varadkar (illo tempore) tiene un discorso subito dopo la sua elezione, come da accordi, in sostituzione di Micheál Martin, 17 dicembre 2022.

La formazione del governo è stata caratterizzata dall’istituzione di un Governo di rotazione ai fini del mantenimento della coalizione. Secondo gli accordi siglati nel 2020, infatti, la carica di Taoiseach (Primo Ministro) sarebbe effettivamente ruotata tra i due Leader di partito, rispettivamente Micheál Martin di Fianna Fáil, che l’avrebbe ricoperta fino ad una data non specificata del dicembre 2022 (poi identificata dal Governo al 17 dicembre), e poi, illo tempore, Leo Varadkar, già Primo ministro uscente e leader del Fine Gael, che l’avrebbe ricoperta per il restante periodo fino alle successive elezioni. 
Con l’approvazione di questi accordi, dunque, il Governo è potuto entrare in carica, e Varadkar ha assunto, fino al 17 dicembre 2022, la posizione di Tánaiste (Primo ministro supplente), a cui è in seguito succeduto lo stesso Martin.

### Sostituzione di Varadkar con Harris
In seguito all’annuncio delle dimissioni di Varadkar da Taoiseach e leader di partito (avvenute il 20 marzo) e la successiva nomina ad entrambe le posizioni di Simon Harris (rispettivamente il 24 marzo ed il 9 aprile), poiché l’accordo di governo, pur non prevedendo disposizioni esplicite in caso di sostituzione di un leader in carica, parlava comunque in generale di quest’ultimi e soprattutto delle formazioni politiche in sé, è stato possibile per l’esecutivo rimanere intatto, continuando, nonostante il cambiamento, le proprie operazioni come di consueto e con il medesimo appoggio parlamentare.

### Dimissioni
La coalizione ha ufficialmente cessato la propria permanenza in carica il 18 dicembre 2024, quando, dopo le dimissioni dell’ultimo governo di quest’ultima (il Governo Harris) in seguito all’insediamento della nuova legislatura del Dáil Éireann dopo le elezioni anticipate dello stesso anno (escludendo dunque i vari “rimpasti rotatori di natura politica” in cui, tuttavia, il governo si è effettivamente dimesso di volta in volta per via dell’incompatibilità del sistema costituzionale irlandese di contemplare in forma codificata i governi di rotazione), è stato ufficialmente avviato il procedimento di formazione di un nuovo esecutivo.

## Governo Martin I (32º Governo)

### Situazione parlamentare
Sulla base dei voti espressi dai gruppi parlamentari in occasione del voto di fiducia nei confronti di Michael Martin e del suo governo nel giugno 2020, l'appoggio parlamentare al governo si poteva riassumere come segue:
| Camera       | Collocazione | Partiti                                                     | Seggi    |
| ------------ | ------------ | ----------------------------------------------------------- | -------- |
| Dáil Éireann | Maggioranza  | FF (37), FG (35), GP (12), IND (9)                          | 93 / 160 |
| Dáil Éireann | Astensione   | IND (3)                                                     | 3 / 160  |
| Dáil Éireann | Opposizione  | SF (37), IND (7), LP (6), SD (6), S/PBP (5), A (1), R2C (1) | 63 / 160 |
| Dáil Éireann | Non votanti  | FF (1)                                                      | 1 / 160  |

### Composizione
Fianna Fáil (FF)
     Fine Gael (FG)
     Partito Verde (GP)
| Carica                                                           | Titolare | Titolare | Titolare                                                             | Partito |
| ---------------------------------------------------------------- | -------- | -------- | -------------------------------------------------------------------- | ------- |
| Taoiseach                                                        |          |          | Micheál Martin                                                       | FF      |
| Tánaiste Impresa, Commercio ed Impiego                           |          |          | Leo Varadkar                                                         | FG      |
| Ambiente, Clima e Comunicazioni Trasporti                        |          |          | Eamon Ryan                                                           | PG      |
| Turismo, Cultura, Arti, Gaeltacht, Sport e Media                 |          |          | Catherine Martin                                                     | PG      |
| Infanzia, Uguaglianza, Disabilità, Integrazione e Gioventù       |          |          | Roderic O'Gorman                                                     | PG      |
| Finanze                                                          |          |          | Paschal Donohoe                                                      | FG      |
| Affari esteri Difesa                                             |          |          | Simon Coveney                                                        | FG      |
| Giustizia                                                        |          |          | Helen McEntee (fino al 27 aprile 2021)                               | FG      |
| Giustizia                                                        |          |          | Heather Humphreys (ad interim) (dal 27 aprile al 1º novembre 2021)   | FG      |
| Giustizia                                                        |          |          | Helen McEntee (dal 1º novembre 2021 al 25 novembre 2022)             | FG      |
| Giustizia                                                        |          |          | Heather Humphreys (ad interim) (dal 25 novembre al 17 dicembre 2022) | FG      |
| Istruzione ulteriore e superiore, Ricerca, Innovazione e Scienza |          |          | Simon Harris                                                         | FG      |
| Sviluppo rurale e comunitario Protezione sociale                 |          |          | Heather Humprhreys                                                   | FG      |
| Istruzione                                                       |          |          | Norma Foley                                                          | FF      |
| Alloggi, Governo locale e Patrimonio                             |          |          | Darragh O'Brien                                                      | FF      |
| Agricoltura, Alimentazione e Marina                              |          |          | Barry Cowen (fino al 14 luglio 2020)                                 | FF      |
| Agricoltura, Alimentazione e Marina                              |          |          | Micheál Martin (ad interim) (dal 14 luglio al 15 luglio 2020)        | FF      |
| Agricoltura, Alimentazione e Marina                              |          |          | Dara Calleary (dal 15 luglio al 21 agosto 2020)                      | FF      |
| Agricoltura, Alimentazione e Marina                              |          |          | Micheál Martin (ad interim) (dal 21 agosto al 2 settembre 2020)      | FF      |
| Agricoltura, Alimentazione e Marina                              |          |          | Charlie McConalogue (dal 2 settembre 2020)                           | FF      |
| Spesa pubblica e Riforme                                         |          |          | Michael McGrath                                                      | FF      |
| Sanità                                                           |          |          | Stephen Donnelly                                                     | FF      |

## Governo Varadkar II (33º Governo)

### Situazione parlamentare
Sulla base dei voti espressi dai gruppi parlamentari in occasione del voto di fiducia nei confronti di Leo Varadkar e del suo governo nell’ambito della rotazione delle posizioni del  dicembre 2022, l'appoggio parlamentare al governo si può riassumere come segue:
| Camera       | Collocazione        | Partiti                                                     | Seggi    |
| ------------ | ------------------- | ----------------------------------------------------------- | -------- |
| Dáil Éireann | Maggioranza         | FF (36), FG (32), GP (12), IND (7)                          | 87 / 160 |
| Dáil Éireann | Astensione          | IND (1)                                                     | 1 / 160  |
| Dáil Éireann | Opposizione         | SF (36), IND (7), LP (7), SD (5), S/PBP (5), A (1), R2C (1) | 62 / 160 |
| Dáil Éireann | Assenti/Non votanti | IND (7), FF (1), FG (1), SD (1)                             | 10 / 160 |

### Composizione
Fine Gael (FG)
     Fianna Fáil (FF)
     Partito Verde (GP)
| Carica                                                           | Titolare | Titolare | Titolare            | Partito |
| ---------------------------------------------------------------- | -------- | -------- | ------------------- | ------- |
| Taoiseach                                                        |          |          | Leo Varadkar        | FG      |
| Tánaiste Affari esteri Difesa                                    |          |          | Micheál Martin      | FF      |
| Impresa, Commercio ed Impiego                                    |          |          | Simon Coveney       | FG      |
| Ambiente, Clima e Comunicazioni Trasporti                        |          |          | Eamon Ryan          | PG      |
| Turismo, Cultura, Arti, Gaeltacht, Sport e Media                 |          |          | Catherine Martin    | PG      |
| Infanzia, Uguaglianza, Disabilità, Integrazione e Gioventù       |          |          | Roderic O'Gorman    | PG      |
| Finanze                                                          |          |          | Michael McGrath     | FF      |
| Giustizia                                                        |          |          | Helen McEntee       | FG      |
| Istruzione ulteriore e superiore, Ricerca, Innovazione e Scienza |          |          | Simon Harris        | FG      |
| Sviluppo rurale e comunitario Protezione sociale                 |          |          | Heather Humprhreys  | FG      |
| Istruzione                                                       |          |          | Norma Foley         | FF      |
| Alloggi, Governo locale e Patrimonio                             |          |          | Darragh O'Brien     | FF      |
| Agricoltura, Alimentazione e Marina                              |          |          | Charlie McConalogue | FF      |
| Spesa pubblica e Riforme                                         |          |          | Paschal Donohoe     | FG      |
| Sanità                                                           |          |          | Stephen Donnelly    | FF      |

## Governo Harris (34º Governo)

### Situazione parlamentare
Sulla base dei voti espressi dai gruppi parlamentari in occasione del voto di fiducia nei confronti di Simon Harris e del suo governo nell’ambito della sostituzione del leader di Fine Gael dell’aprile 2024, l'appoggio parlamentare al governo si può riassumere come segue:
| Camera       | Collocazione        | Partiti                                                      | Seggi    |
| ------------ | ------------------- | ------------------------------------------------------------ | -------- |
| Dáil Éireann | Maggioranza         | FF (36), FG (32), GP (11), IND (8)                           | 88 / 160 |
| Dáil Éireann | Opposizione         | SF (36), IND (10), LP (7), SD (6), S/PBP (5), A (1), R2C (1) | 69 / 160 |
| Dáil Éireann | Assenti/Non votanti | FF (1), IND (2)                                              | 3 / 160  |

### Composizione
Fine Gael (FG)
     Fianna Fáil (FF)
     Partito Verde (GP)
| Carica                                                              | Titolare | Titolare | Titolare                                 | Partito |
| ------------------------------------------------------------------- | -------- | -------- | ---------------------------------------- | ------- |
| Taoiseach                                                           |          |          | Simon Harris                             | FG      |
| Tánaiste Affari esteri Difesa                                       |          |          | Micheál Martin                           | FF      |
| Impresa, Commercio ed Impiego                                       |          |          | Peter Burke                              | FG      |
| Ambiente, Clima e Comunicazioni Trasporti                           |          |          | Eamon Ryan                               | PG      |
| Turismo, Cultura, Arti, Gaeltacht, Sport e Media                    |          |          | Catherine Martin                         | PG      |
| Infanzia, Uguaglianza, Disabilità, Integrazione e Gioventù          |          |          | Roderic O'Gorman                         | PG      |
| Finanze                                                             |          |          | Michael McGrath (fino al 26 giugno 2024) | FF      |
| Finanze                                                             |          |          | Jack Chambers (dal 26 giugno 2024)       | FF      |
| Giustizia                                                           |          |          | Helen McEntee                            | FG      |
| Istruzione ulteriore e superiore, Ricerca, Innovazione e Scienza    |          |          | Patrick O'Donovan                        | FG      |
| Sviluppo rurale e comunitario Protezione sociale                    |          |          | Heather Humprhreys                       | FG      |
| Istruzione                                                          |          |          | Norma Foley                              | FF      |
| Alloggi, Governo locale e Patrimonio                                |          |          | Darragh O'Brien                          | FF      |
| Agricoltura, Alimentazione e Marina                                 |          |          | Charlie McConalogue                      | FF      |
| Spesa pubblica, Risultati del Piano Nazionale di Sviluppo e Riforme |          |          | Paschal Donohoe                          | FG      |
| Sanità                                                              |          |          | Stephen Donnelly                         | FF      |

### Esplicative
1. ↑  Come esposto precedentemente, poiché il diritto costituzionale irlandese non contempla l’istituto del governo di rotazione, ufficialmente il Governo Martin (32º) è entrato in carica in questa data, dimettendosi il 17 dicembre 2022 per fare spazio, lo stesso giorno, al Governo Varadkar II (33º), il quale si è a sua volta dimesso il 9 aprile 2024 per fare spazio al Governo Harris (34º).
2. ↑  Tecnicamente, poiché il diritto costituzionale irlandese non contempla l’istituto del governo di rotazione, il 32º Governo è stato quello diretto dall’ex-Primo ministro Martin, il 33º è stato quello diretto dall’ex-Primo ministro Varadkar, mentre il 34º è stato quello guidato da Simon Harris. Ciononostante, per convenzione, poiché il Governo non ha mutato il suo assetto ministeriale (tranne per alcune posizioni ministeriali concordate), ma solo la posizione di primo ministro, si tende generalmente ad unificare (indicando opportunamente la differenza numerica), i tre governi come se fossero uno solo, in quanto la mozione di fiducia ricevuta da Varadkar e, successivamente, da Harris è stata una semplice formalità burocratica.
3. 1 2 3  Viene riportata la situazione parlamentare solo di questa camera (e non anche dello Seanad Éireann) poiché solo quest'ultima ha il potere di controllare il rapporto di fiducia con l'esecutivo
4. ↑  il Ceann Comhairle Seán Ó Fearghaíl, in quanto in una posizione dirigenziale dell’Assemblea, e per questo indipendente, non ha partecipato al voto
5. 1 2 3 4 5  Contemporaneamente alla posizione di Tánaiste
6. 1 2  In sostituzione di Helen McEntee, divenuta temporaneamente Ministro senza portafoglio per via della sua maternità
7. 1 2  Contemporaneamente alla posizione di Taoiseach
8. ↑  Di cui, una era la Vice-Ceann Comhairle Catherine Connolly, che stava presiedendo la seduta
9. ↑  il Ceann Comhairle Seán Ó Fearghaíl, in quanto assente non ha partecipato al voto. Tuttavia egli, essendo in una posizione dirigenziale dell’Assemblea, e per questo necessariamente indipendente, non avrebbe comunque potuto partecipare
10. ↑  Con supplenza di Simon Coveney fino al 1º giugno 2023, per via della maternità della ministra
11. ↑  il Ceann Comhairle Seán Ó Fearghaíl, non ha partecipato al voto. Tuttavia egli, essendo in una posizione dirigenziale dell’Assemblea, e per questo necessariamente indipendente, non avrebbe comunque potuto partecipare.

### Bibliografiche
1. ↑  (EN) Molly Blackall e agencies, Micheál Martin becomes Irish taoiseach in historic coalition, in The Guardian, 27 giugno 2020, ISSN 0261-3077 (WC · ACNP). URL consultato il 28 giugno 2020.
2. ↑   Marie O'Halloran, Fiach Kelly e Pat Leahy, Micheál Martin elected Taoiseach as head of coalition, su irishtimes.com, The Irish Times, 27 giugno 2020. URL consultato il 28 giugno 2020.
3. ↑  (EN) Jane Moore, Government agrees 17 December as date for Taoiseach changeover, The Journal, 9 novembre 2022.
4. ↑   FF, FG and Green Party agree historic coalition deal, RTÉ News and Current Affairs, 26 giugno 2020. URL consultato il 26 giugno 2020.
5. ↑   Leo Varadkar è il nuovo primo ministro irlandese, Il Post, 17 dicembre 2022.
6. ↑   Il primo ministro irlandese Leo Varadkar ha annunciato che si dimetterà, Il Post, 20 marzo 2024.
7. ↑   Simon Harris è il nuovo leader del partito irlandese Fine Gael, Il Post, 24 marzo 2024.
8. ↑   Simon Harris è il nuovo primo ministro irlandese, il più giovane di sempre, Il Post, 9 aprile 2024.
9. ↑  (EN, GA) Programme for Government - Our Shared Future (PDF), Fine Gael,  p. 123.
10. ↑   L'Irlanda ha un nuovo premier, Harris subentra a Varadkar, ANSA, 9 aprile 2024.
11. ↑  (EN) Simon Harris proffers his resignation as Taoiseach to President Higgins, su president.ie, President of Ireland, 18 dicembre 2024.